# Herzog-Max-Palais

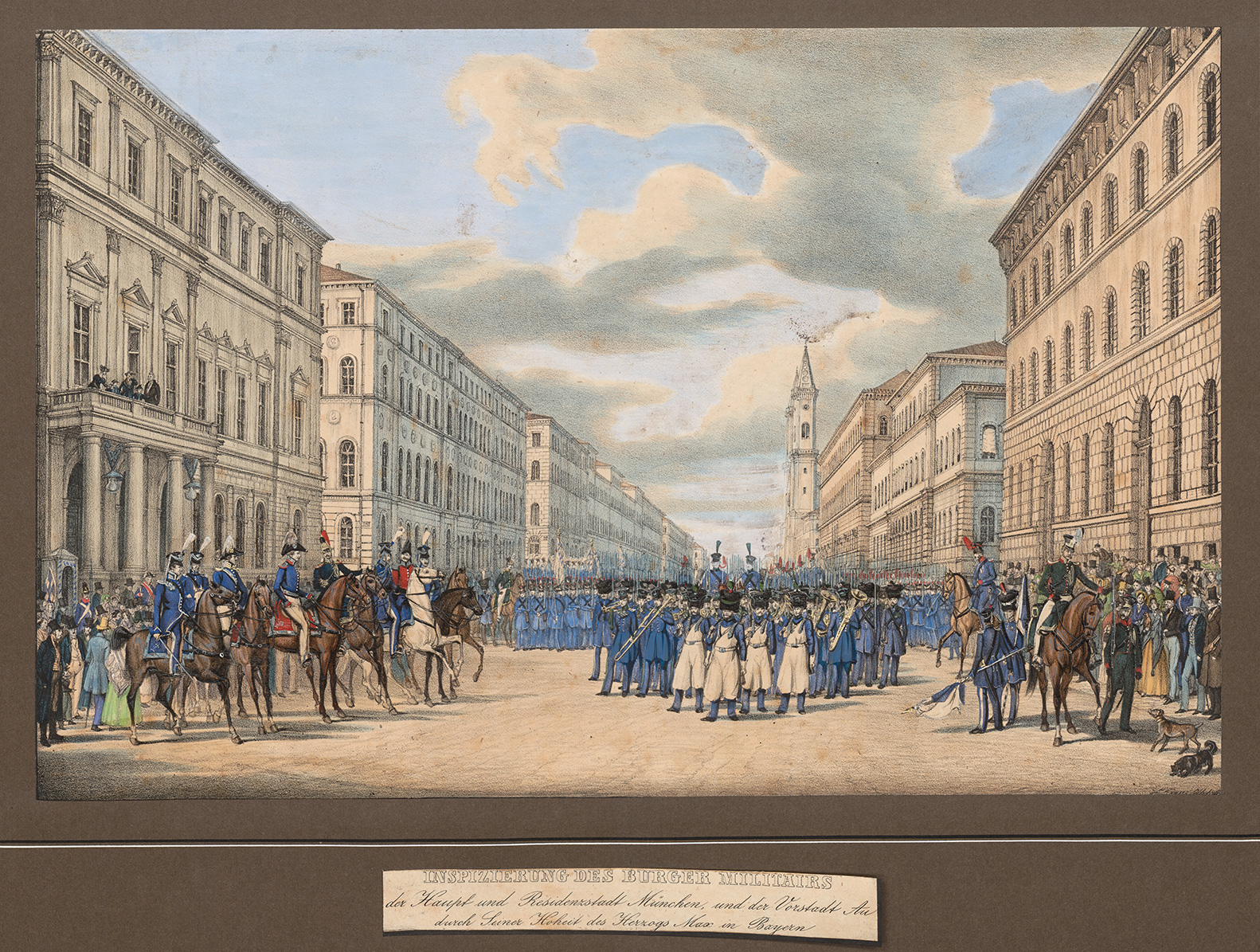
Das Herzog-Max-Palais (links)

Das Herzog-Max-Palais war ein klassizistisches Stadtpalais der Wittelsbacher in der heutigen Ludwigstraße 13 in München. Es wurde in den Jahren 1828–1830 nach einem Entwurf von Leo von Klenze für den bayerischen Herzog Max erbaut. 1937 wurde es von den Nationalsozialisten für eine Straßenverbreiterung abgebrochen. Der neuklassizistische Nachfolgerbau wurde 1938 von Heinrich Wolff für die Reichsbank begonnen und 1951 von Carl Sattler für die Bundesbank fertiggestellt.

## Geschichte

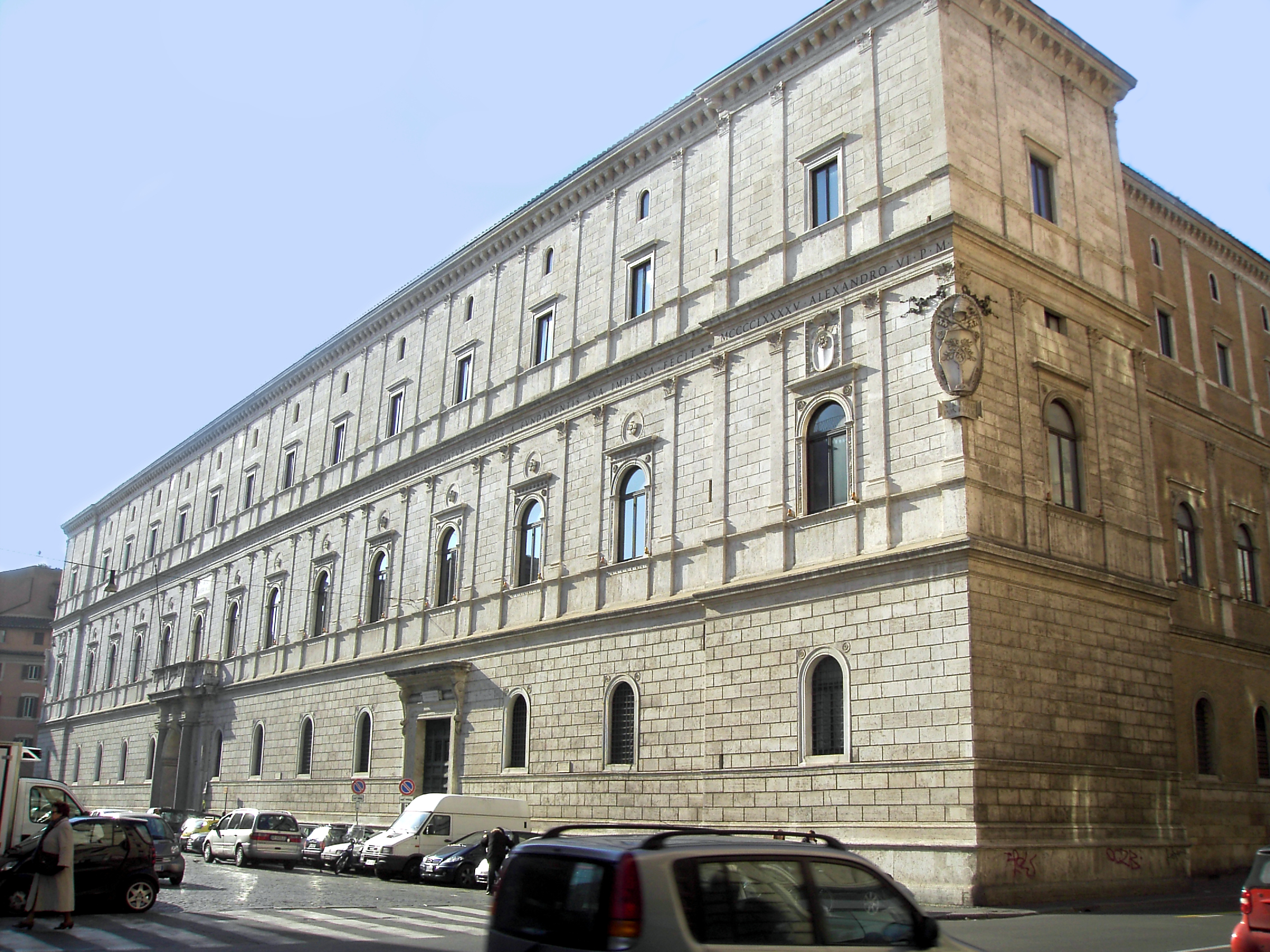
Der Palazzo della Cancelleria in Rom war Vorbild für das Herzog-Max-Palais in München.

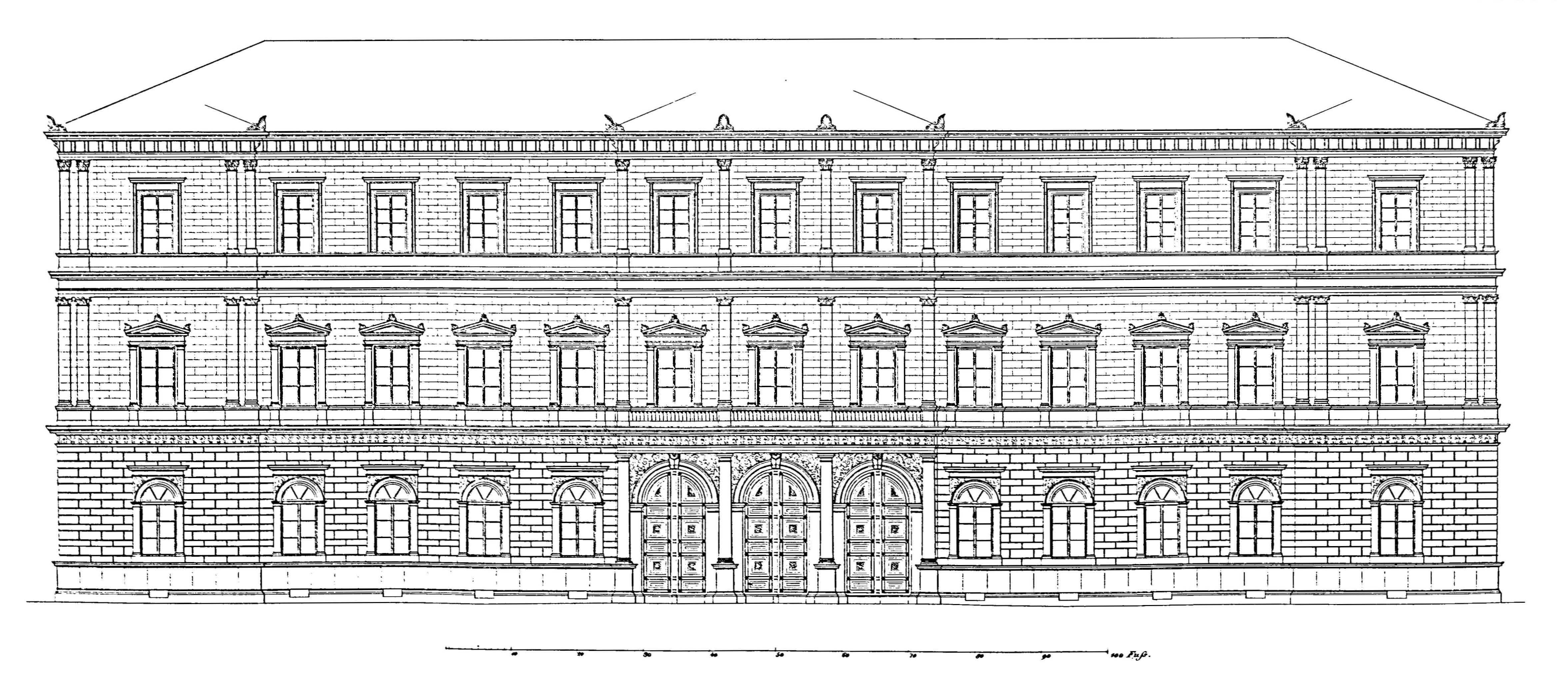
Das Herzog-Max-Palais, Aufriss von Leo von Klenze (1830)

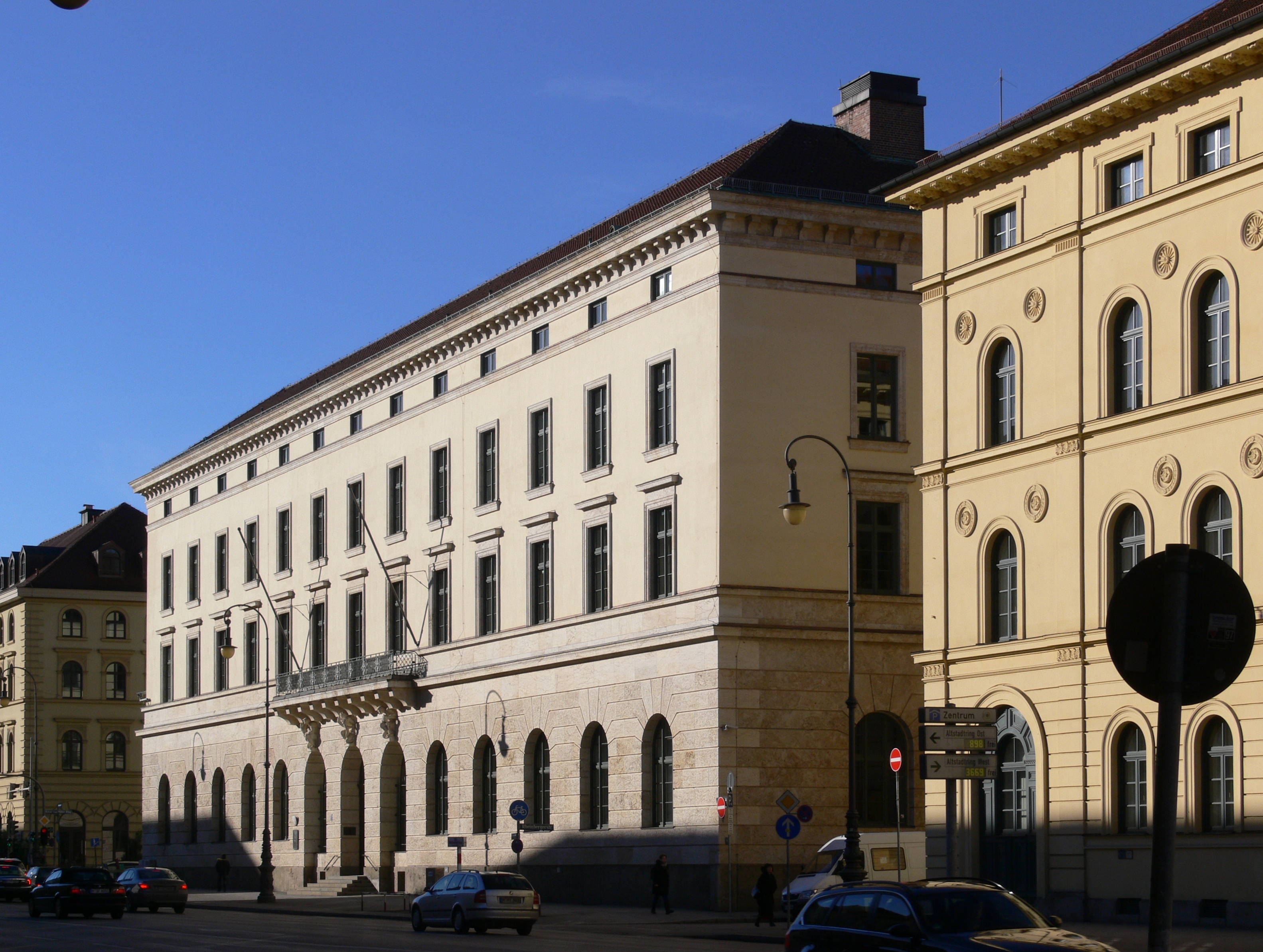
Der neoklassizistische Nachfolgerbau von 1938/1951

Das Herzog-Max-Palais füllte an der Westseite der Ludwigstraße den Block zwischen der früheren Frühlingsstraße (heute Oskar-von-Miller-Ring, östlich der Leopoldstraße Von-der-Tann-Straße) und der Schönfeldstraße (heute Rheinbergerstraße) aus, der im Westen von der Fürstenstraße begrenzt wird. Es war damit von der in eine Häuserfront eingebundenen älteren Bebauung im Süden deutlich abgesetzt und unterstrich damit den fürstlichen Status des Bauherrn.
Der dreigeschossige Bau, im Hauptteil eine Dreiflügelanlage, wurde von 1828 bis 1831 nach Entwurf von Leo von Klenze aus dem Jahr 1827 für den Schwager König Ludwigs I., den kunstliebenden Herzog Max Joseph in Bayern (1808–1888) errichtet, zur Ludwigstraße mit 13 Achsen, davon drei in einem leicht vorgezogenen Mittelrisalit mit einfacher Pilasterordnung mit einem Drillingsportal, sich symmetrisch anschließenden vier weiteren Achsen und je einer durch Doppelpilaster in den Obergeschossen abgesetzten risalitförmigen Achse an den Ecken. Die Seitenflügel besaßen je 11 Achsen. Den Mittelachsen war ein von vier Säulen getragener Balkon vorgelagert. Die Fenstergestaltung wurde vom Palazzo della Cancelleria in Rom übernommen. Das Erdgeschoss besaß Rundbogenfenster, die in eine großflächige Quaderstruktur eingefügt waren; die rechteckigen Fenster des ersten Obergeschosses (als Hauptgeschoss mit der Wohnung der Herzogin) waren mit einer Rahmung in Form von Ädikulä versehen, während die Rechteckfenster des zweiten Obergeschosses (mit Räumen für die älteren Kinder) einfach gerade verdacht waren. Die Anlage war um zwei rechteckige Innenhöfe (Ehrenhof und Wirtschaftshof) gruppiert. Auf dem sich auf der Rückseite anschließenden Gartengelände ließ der Bauherr bis 1833 einen Zirkusbau errichten.
Klenze war großenteils auch für die Ausstattung verantwortlich. Als Künstler beteiligte er Wilhelm von Kaulbach, Robert von Langer und Clemens von Zimmermann, weiter die Bildhauer Ernst Mayer und Ludwig von Schwanthaler. Die Themen der Ausstattung wurden überwiegend der antiken Mythologie entnommen (u. a. Amor und Psyche von Kaulbach im Ballsaal; Taten des Herkules von Langer; plastischer Fries des Bacchuszugs von Schwanthaler). Berühmt war der über zwei Geschosse reichende Festsaal im rechten Seitenflügel mit Galerien auf Konsolen an den Schmalseiten und einer diagonal kassettierten Decke, der sich an Schinkels Schauspielhaus in Berlin anlehnte.
Im Palais wurde am 24. Dezember 1837 Prinzessin Elisabeth in Bayern, die zweite Tochter von Herzog Max in Bayern geboren. Sie wurde später, bekannt unter dem Namen „Sisi“, Kaiserin von Österreich und Königin von Ungarn.
1937 wurde das Adelspalais im Rahmen des nationalsozialistischen Stadtumbaus abgebrochen und an seiner Stelle durch Heinrich Wolff ein neoklassizistischer Neubau für die Münchner Filiale der Reichsbank begonnen. Er wurde 1951 durch Carl Sattler fertiggestellt und beherbergt heute die Hauptverwaltung der Bundesbank in Bayern. Ein Teil der Fresken von Langer ist im Seminargebäude Ludwigstraße 28 (in der Zeit des Nationalsozialismus als Haus des Deutschen Rechts errichtet) erhalten. Teile des Parketts wurden beim Neubau wiederverwendet.
Von Erwin Schleich wurde das Herzog-Max-Palais als „wohl der schönste Adelspalast, den Leo v. Klenze … errichtet hat“ bezeichnet. Es diente als Vorbild für das Kronprinzenpalais in Stuttgart, das 1846–1850 errichtet und 1962/1963 ebenfalls abgebrochen wurde.